# Бадахшан
Бадахша́н (перс. بدخشان‎, тадж. Бадахшон, кит. 巴達克山 — «Горы Бадах») — историческая область Памира, расположенная на территории юго-восточного Таджикистана — Горно-Бадахшанская автономная область, и северо-восточного Афганистана — провинция Бадахшан.
В 1895 году по соглашению между Российской и Британской империями Бадахшан был разделён на две части: северная часть отошла Российской империи, а южная — Британской империи.
По мнению узбекского историка Шамсуддина Камалиддинова, Бадахшаном в Средние века называлась лишь Южный Бадахшан — область к юго-западу от Вахана, занимающую долину реки Кокча и территорию к северу и к югу от неё и в настоящее время входящую в состав Афганистана. А на теперешнюю Горно-Бадахшанскую автономную область Таджикистана то название «Бадахшан» стало распространяться в эпоху позднего Средневековья, когда эта территория входила в состав Бадахшанского бекства. В Средние века на её территории были расположены три отдельные области: Дарваз, Шугнан и Вахан.

## Этимология
Название региона по одной версии происходит от авест. «barź-: bŗź-: barəšnu-» — высота, вершина.
Наиболее вероятной считается версия происхождения от др.-перс. «patiōxšana» — «верховье Вахша». В древности название «Вахш» носила вся река Амударья, которая в античных источниках упоминается под названием «Oxos», что является греческой передачей названия «Вахш». Как название реки и области Вахш или Вахшу упоминается также в священной книге зороастрийцев «Авеста» и в древних санскритских текстах.

## История
Бадахшан редко подвергался завоеванию и чаще всего пользовался политической автономией.

## Население

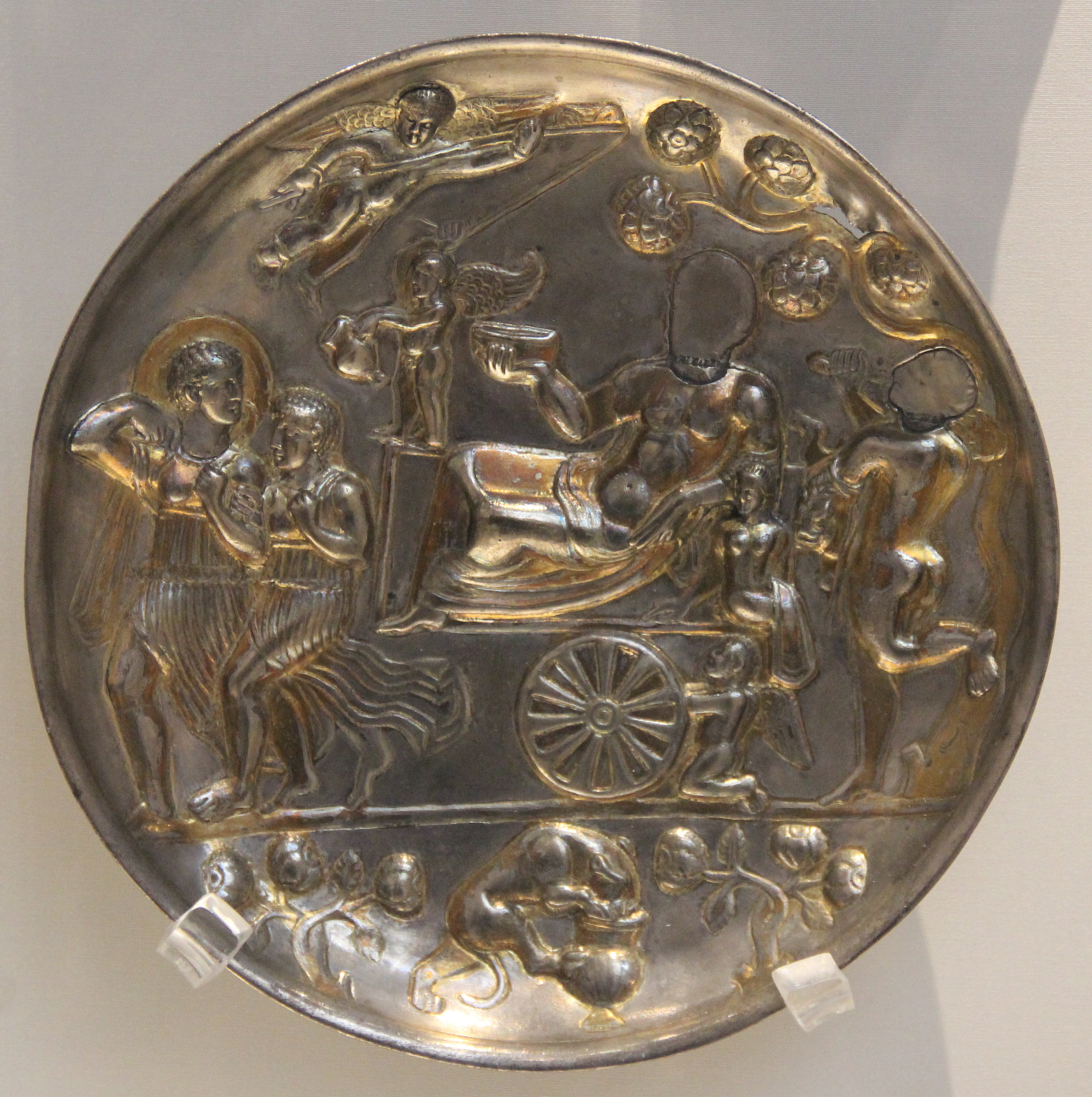
Бадахшанская патера, «Триумф Диониса», Британский музей. (I—IV века н. э.).

Бадахшан имеет разнообразную этнолингвистическую и религиозную общину. Таджики и памирские народы составляют большинство. Имеются небольшие группы узбеков, киргизов, пуштунов. Существуют также группы носителей нескольких памирских языков восточноиранской языковой группы. Основными религиями Бадахшана являются исмаилитский ислам и суннитский ислам. Жители этой провинции обладают богатым культурным наследием, сохранившие уникальные древние формы музыки, поэзии и танца.